# Žarošice
Žarošice (en allemand : Scharoschitz) est une commune du district de Hodonín, dans la région de Moravie-du-Sud, en République tchèque. Sa population s'élevait à 1 131 habitants en 2020.

## Géographie
Žarošice se trouve à 12 km à l'ouest-nord-ouest de Kyjov, à 24 km au nord-nord-ouest de Hodonín, à 32 km à l'est-sud-est de Brno et à 216 km à l'est-sud-est de Prague.
La commune est limitée par Heršpice au nord, par Mouřínov au nord-est, par Archlebov à l'est et au sud-est, par Uhřice au sud-ouest et à l'ouest, et par Dambořice à l'ouest.

## Histoire
La première mention écrite de la localité date de 1322.

## Administration
La commune se compose de trois quartiers :
- Žarošice
- Silničná
- Zdravá Voda